# Station Hamburg-Blankenese
Station Hamburg-Blankenese (Bahnhof Hamburg-Blankenese, kort Blankenese) is een spoorwegstation in het stadsdeel Blankenese van de Duitse plaats Hamburg, in de gelijknamige stadstaat. Het station is onderdeel van de S-Bahn van Hamburg en alleen treinen van de S-Bahn kunnen hier stoppen. Het station ligt aan de spoorlijn Hamburg-Altona - Wedel. Het kopstation heeft drie perronsporen waarvan twee aan een eilandperron.

## Beschrijving
Het station ligt centraal in het stadsdeel, omgeven door de Krähenberg, waarbij de opstelsporen in een 'dal' liggen. Het heeft een stationsgebouw met diverse kleine winkels, evenals twee perrons, die via een trap of lift te bereiken zijn. In 2007 werd het gebied rond het station (het stationsplein, de Erik-Blumenfeld-Platz geheten) evenals het stationsgebouw zelf werd gerenoveerd en het aantal parkeerplaatsen, praktijk-, kantoor- en winkelruimte uitgebreid.

## Architectuur
Het centrale stationsgebouw uit 1866/1867 werd als compact en representatief met pleisterwerk gebouwd. Het heeft aan elke kant vijf raamrijen en aan alle zijde een risaliet (uitbouw). Als verzieringen werden elementen uit de Romantiek (Boogfries), Gotiek (Vierpas), en de Renaissance respectievelijk het Neoclassicisme (rondboogvenster met brede lijsten en zuilen) gebruikt.
Het gebouw is met steunberen over een spoor gebouwd, zodat er een klein tunneltje onder het stationsgebouw gaat richting te opstelsporen. Dit spoor wordt al enige jaren niet meer gebruikt.

## Geschiedenis

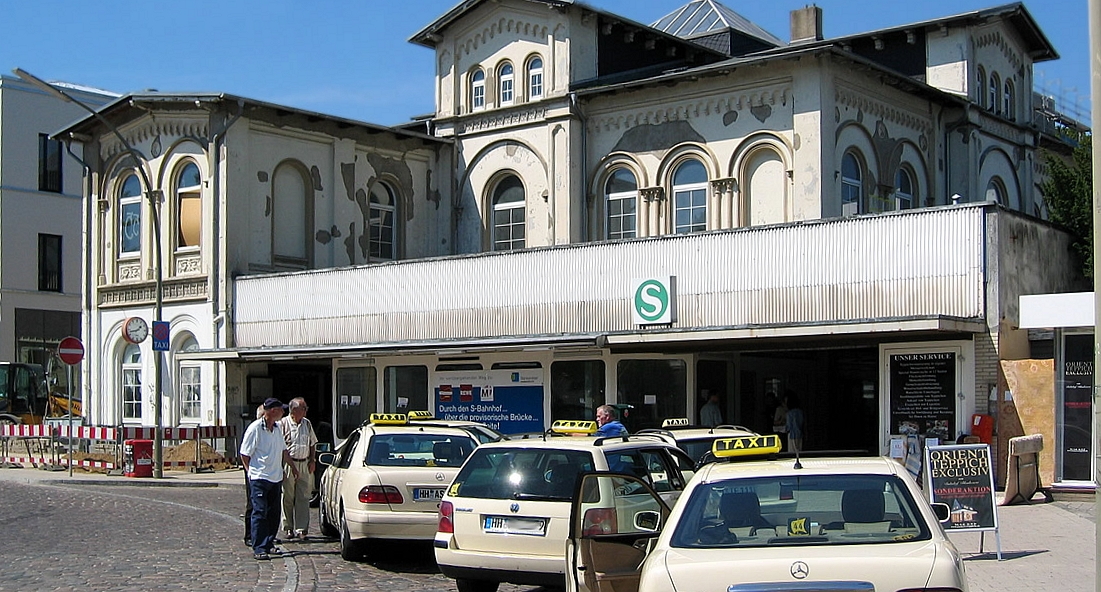
Het stationsgebouw voor de laatste renovatie

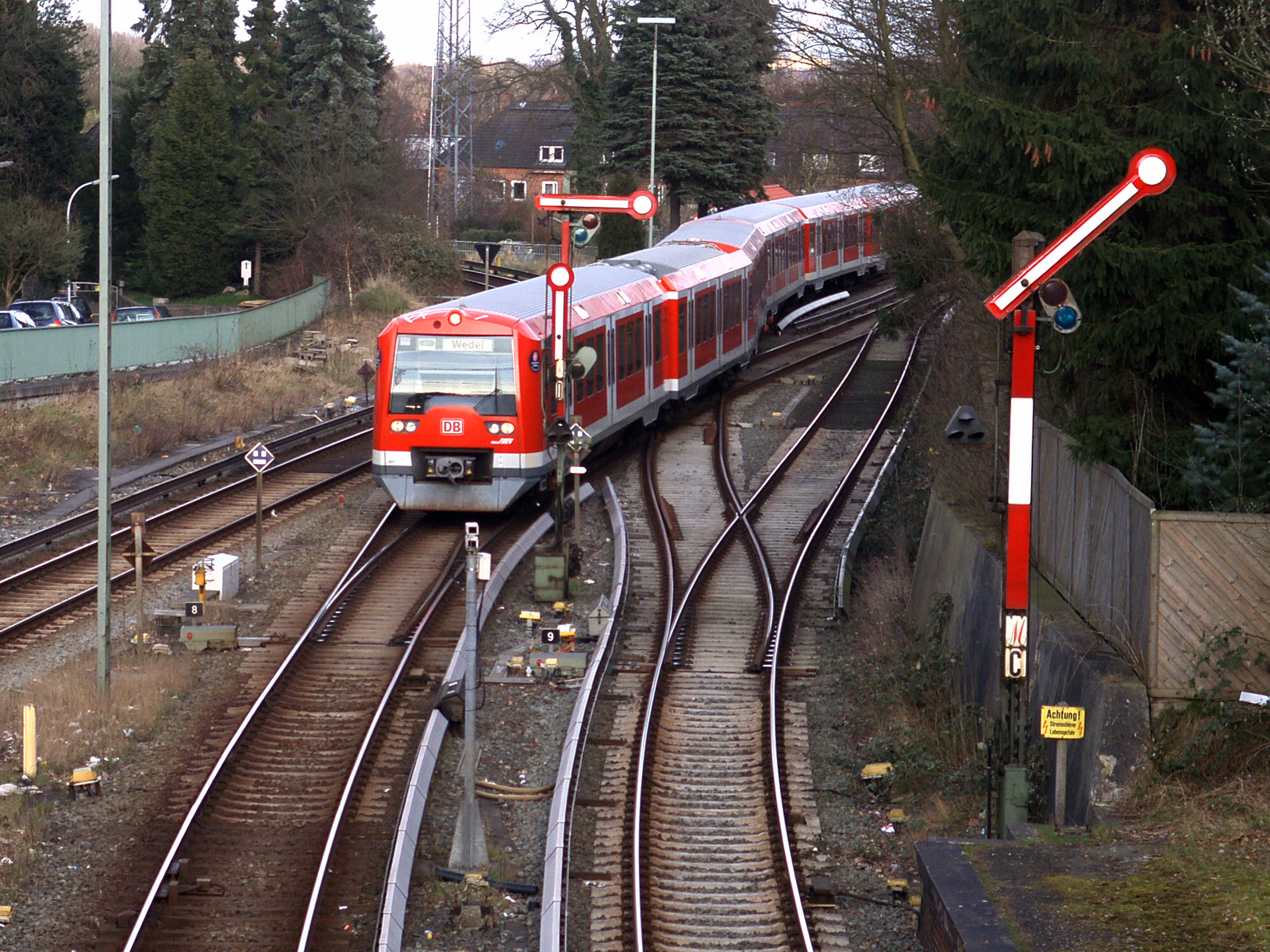
Baureihe 474 komt station Blankenese binnen. Links op de achtergrond het spoor naar Wedel. Ook de armseinen die nog in het station worden gebruikt. (2007)

Het station werd geopend op 19 mei 1867. Het gebouw werd in 1897 richting voorplein uitgebreid voor een stationsherberg. Verdere uitbreidingen volgden in 1911 met de opening van de trolleybuslijn Blankenese-Marienhöhe, die bij station Blankenese zijn eindpunt had. Verder in 1929 en ten slotte in 1953 toen een rij winkels op de begane grond werd geopend. In de jaren 1970 verhuisde  een fastfoodrestaurant hiernaartoe, maar dat verdween bij de recentste verbouwing.
In 1988-1990 volgde een verbouwing van een groot deel van het station: de oude stalen trappenhuizen naar de perrons werden door betonnen varianten vervangen. Een roltrap en lift zorgen voor de bereikbaarheid van het hoofdperron (spoor 2/3). Ook werd de perronoverkapping vernieuwd. De toegangen naar de S-Bahn kreeg een nieuw kleurensysteem (voorheen donkergroen, nu lichtblauw met aluminium, glas en lichte houten elementen). Het hoofdgebouw werd niet compleet verbouwd en werd dus meer blootgesteld aan het verval. Dit was onderdeel van een jarenlang discussie over de herinrichting van de stationswijk in Blankenese. Meerdere ontwerpen werden in de jaren 1993 en 1997 voorgesteld, maar door een deel van de Blankeneser bevolking verworpen.
Als eerste werd de oostelijke toegangstrappen tussen 2002 en 2004 met de voetgangersbrug, tussen de straten Witts Allee en Am Klingenberg, door een nieuwbouw vervangen. De werkzaamheden waren te lang uitgesteld, waardoor complete nieuwbouw nodig was. Begin 2006 begon de nieuwbouw van de verkeersbrug in de Sülldorfer Kirchenweg en de werkelijke herinrichting van de stationsomgeving.
Het centrale stationsgebouw werd in het kader van de lopende verbouwingswerkzaamheden in 2007 hersteld en in een gele kleur nieuw bepleisterd. Ook de winkelrij op de begaande grond werd compleet verbouwd en vernieuwd. Op het terrein van het goederenstation, werden de oude loodsen gesloopt en de sporen afgebroken en onder andere woningen en een supermarkt gebouwd. In totaal kostte de verbouwing van het stationsgebied € 95 miljoen. Sinds oktober 2008 staat het hoofdgebouw onder monumentenzorg.
De verbouwing van het stationsomgeving was begin mei 2009 klaar. Daarbij werd ook de rijrichting van het busverkeer omgedraaid (tegen de klok in). Een nieuw gebouwencomplex achter het stationsgebouw huisvest onder andere de dienst burgerzaken Blankenese van de deelgemeente Altona. Op 26 oktober 2009 werd ook de nieuwe bibliotheek "Elbvororte" in de nieuwbouw geopend, die de bestaande uit Iserbrook en Rissen verving.

### Exploitatie geschiedenis
Tot 1997 was er in Blankenese steeds schaarser wordend, goederenverkeer: goederentreinen die naar Ölweiche reden moesten in Blankenese kopmaken. De goederenlok keerde via spoor 3, zodat het S-Bahnverkeer verplaatst werd naar de andere sporen. Tot het begin van de jaren 1990 had het station ook een eigen onderhoudscentrum.
Het in 1927 gebouwde seinhuis "B" (elektromechanisch, firma Siemens & Halske 1912) is nog steeds in gebruik. Vanaf hier worden de armseinen in het station bediend.

## Verbindingen
Het station wordt door twee lijnen van de S-Bahn en acht buslijnen bediend. Het station telt ongeveer 30.000 reizigers per dag, voornamelijk forenzen.
De volgende S-Bahnlijn doet station Blankenese aan:
| Serie | Treinsoort        | Route | Bijzonderheden |
| ----- | ----------------- | --- | -------------- |
|       | S-Bahn (DB Regio) | Hamburg Airport – /Poppenbüttel – Ohlsdorf – Barmbek – Berliner Tor – Hauptbahnhof – Altona – Blankenese – Wedel |                |

## Kunstwerk

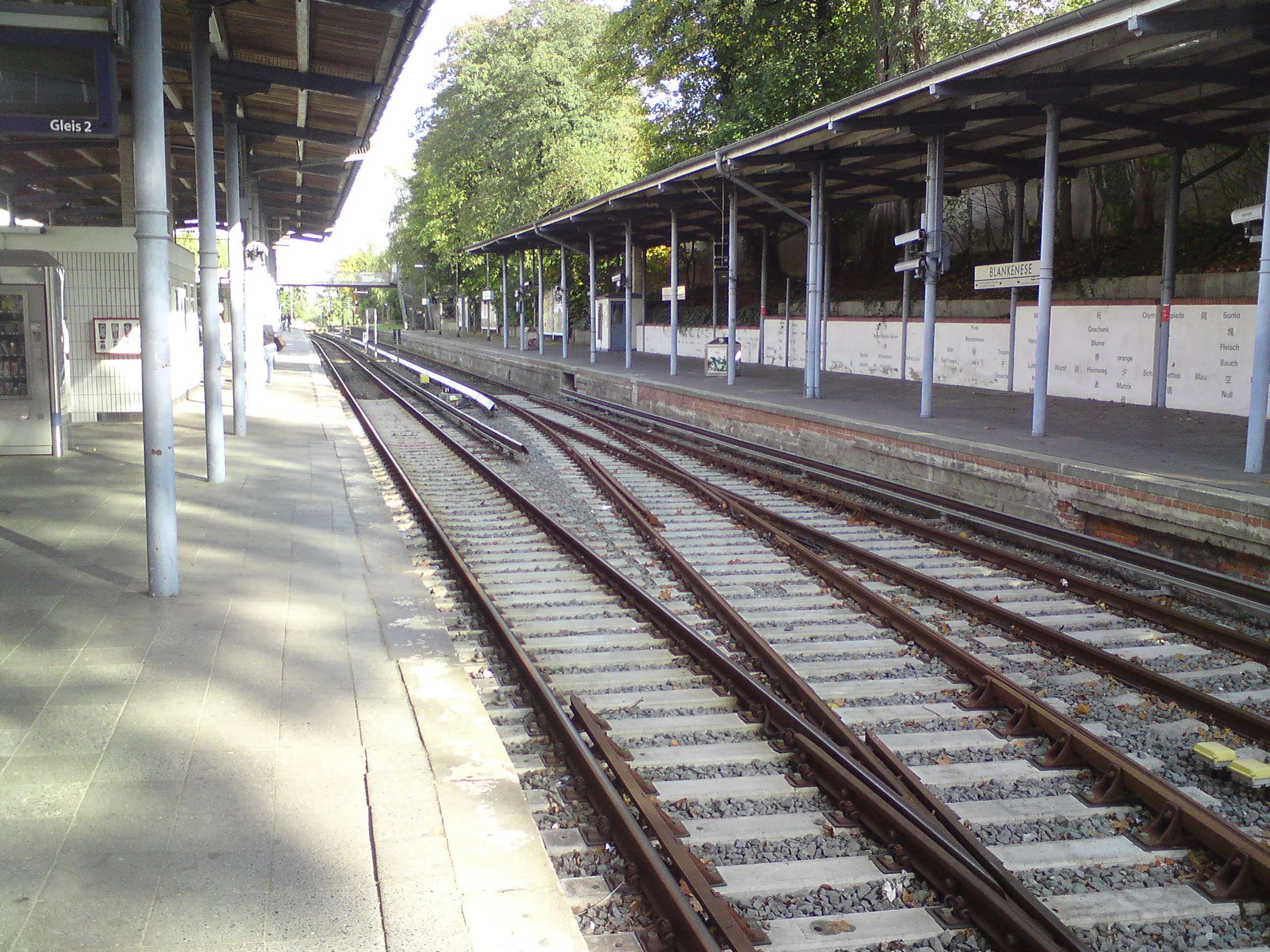
Blik op spoor 1 met daarlangs de kunstwerkmuur (2009)

Op het station Blankenese kan al enige jaren een kunstobject worden bekeken, in vorm van een wand langs het perron van spoor 1. Deze werd van 1 tot 11 november 2000 door studenten van de Tama Art University uit Tokyo samen met de Hamburgse kunstenaressen Hildegrund Schuster en Kerstin Hof in kader van de wereldwijde milieuprogramma Agenda 21 met associatieve woorden en karakters voorzien. Eind 2009 werden ze in kader van reparatiewerkzaamheden aan de perrons overschreven.